# Родригес, Мэгги
Маргари́та Да́ня «Мэ́гги» Родри́гес (англ. Margarita Dania «Maggie» Rodriguez; 12 декабря 1969, Майами, Флорида, США) — американская журналистка и телеведущая.

## Биография
Маргарита Даня Родригес родилась 12 декабря 1969 года в Майами (штат Флорида, США), а выросла в Южной Флориде.
В 1991—1994 года она была репортёром для «Univision». Наиболее известна как ведущая «The Early Show» и «The CBS Evening News». Сыграла в нескольких фильмах.
Мэгги замужем за Майклом Родригесом. У супругов есть двое детей — дочь Даниэлла Родригес (род.2005) и сын Майкл Тобин Родригес-младший (род.13.06.2010).